# كلايف بورغس
كلايف بورغس (بالإنجليزية: Clive Burgess)‏ هو لاعب اتحاد الرغبي بريطاني، ولد في 25 نوفمبر 1950، وتوفي في 2 مايو 2006 في Ebbw Vale ‏ في المملكة المتحدة.